# Kamilla Rakhimova
Kamilla Stanislavovna Rakhimova (russisk: Камилла Станиславовна Рахимова, født 28. august 2001 i Jekaterinburg, Rusland) er en professionel tennisspiller fra Rusland.